# ميليسا بريتشارد
ميليسا بريتشارد (بالإنجليزية: Melissa Pritchard)‏ (12 ديسمبر 1948)؛ روائية أمريكية. درست في جامعة براون.